# Истекающий кровью
«Истекающий кровью» (дат. Bleeder) — второй полнометражный фильм датского кинорежиссёра и сценариста Николаса Виндинга Рефна, вышедший в 1999 году.

## Сюжет
История четырёх друзей — Лео, Ленни, Луисе и Кичо — живущих в захудалых квартирках в Нёрребро — рабочем районе Копенгагена. 
Ленни (в исполнении Мадса Миккельсена) — продавец в салоне видеопроката Кичо, мягкий и робкий киноман. Он смотрит по 10-12 фильмов в неделю, ходит в рваной куртке, и не может найти тему для разговора с понравившейся ему девушкой — официанткой в небольшом ресторане быстрого питания.
Лео (в исполнении Кима Бодниа) — типичный синий воротничок, разочаровавшийся в жизни. Отчаяние Лео достигает апогея, когда его подруга Луиза незапланированно беременеет. Проводя время с её братом Луисом, Лео становится свидетелем жестокого избиения и перестрелки. Внезапно в нём просыпается склонность к насилию, которая влечёт за собой череду самых печальных событий, как для близких Лео, так и для него самого.

## В ролях
- Ким Бодниа — Лео
- Рикке Луиза Андерссон — Луиза
- Мадс Миккельсен — Ленни
- Лив Корфиксен — Лиа
- Левино Дженсен — Луис
- Златко Бурич — Кичо

## Создание
«Истекающего кровью» нередко называют фильмом, обделённым вниманием. Картине не удалось избежать сравнения с режиссёрским дебютом Рефна — криминальной драмой «Дилер», в которой играл тот же состав актёров, что и в «Истекающем кровью». «Дилер» был встречен мировыми кинокритиками столь хвалебно, что теперь считается едва ли не первым датским гангстерским фильмом. «Истекающий кровью» удостоился лишь звания «эха» стильного и мрачного тона первой ленты Рефна. Между тем постановщик называет картину своей, возможно, самой интересной работой — в том плане, что она стала первой попыткой Рефна сделать не чистое жанровое кино, но сплавить воедино элементы разных жанров. Ленте характерны параллели с другими постановками Рефна — особенный язык, на котором говорят персонажи «Дилера» и некое медитативное состояние рассудка, присущее героям «Страха „Икс“». Своеобразная романтика этого фильма получила развитие в любовной линии нео-нуара «Драйв», который мать Николаса Виндинга даже назвала «Истекающим кровью в Голливуде».

## Отзывы
Первые отзывы о фильме, выпущенном в 1999 году, были смешанными. В киножурнале Empire сообщили, что в ленте очень мало того, что может заинтересовать британскую аудиторию, если только зритель не студент, изучающий датский язык. Заметно теплее картину встретили в Штатах — например, в журнале Variety её назвали тёмной, жестокой, эмоционально цепляющей трагедией, доказывающей существование высококачественного молодого датского кино. «Истекающий кровью» принёс своему режиссёру награду Международной федерации кинопрессы на фестивале в Сараево. Актёрский ансамбль и технический персонал постановки были номинированы в различных категориях на премии ряда кинофестивалей, в том числе на главную датскую награду «Бодиль».